# Satanismo

El pentagrama invertido se usa generalmente para representar el satanismo.

El satanismo abarca un número de creencias relacionadas y fenómenos sociales. Comparten las características de simbolismo, que incluye la veneración y admiración por Satanás (o figuras similares).
La legislación antibrujería, como la Ley británica antibrujería de 1735 (Witchcraft Act 1735), no revocada hasta 1951, reflejó un fuerte sentimiento público en contra de la brujería y del satanismo. La religión satánica comenzó en 1966 con la fundación de la Iglesia de Satán en Estados Unidos por Antón LaVey.
Durante gran parte de la historia de la iglesia católica, las acusaciones de prácticas satánicas sobre diversos grupos han sido algo común. Durante la Edad Media las acusaciones por parte de la Inquisición, una organización directamente ligada a la iglesia católica, alegó que grupos cristianos heréticos como la orden de los Caballeros Templarios o los cátaros eran practicantes de rituales satánicos. A principios de la Edad Moderna tuvieron lugar los juicios de brujas, bajo la creencia conspirativa de que estas mujeres se encargaban de propagar la influencia del demonio. Las conspiraciones y acusaciones de satanismo llegaron a puntos insospechados durante el Fraude de Taxil en Francia en la década de 1890, que promulgaba que la francmasonería adoraba a Satanás, Lucifer y Baphomet en sus rituales. Durante los años 1980 y 1990 el Abuso Ritual Satánico provocó el contagio de una histeria colectiva a lo largo de los Estados Unidos y el Reino Unido debido al miedo de que grupos satánicos secuestraban niños para abusar de ellos.
Los grupos modernos satánicos (aquellos que aparecieron después de los sesenta) son muy diversos, pero hay dos tendencias muy importantes que se pueden ver como satanismo tradicional o teísta y satanismo ateísta. Los satánicos teístas veneran al demonio como un dios supernatural. Por el contrario, los satánicos ateos se consideran a sí mismos ateos y veneran a Satán simplemente como un símbolo de los rasgos de los seres humanos. Esta categorización del satanismo (que puede ser categorizado de otras formas, por ejemplo «tradicional» contra «moderno») no ha sido adoptada necesariamente por los satánicos en sí, quienes generalmente no especificarían a qué tipo de satánicos están adheridos. Algunos satánicos creen en Dios en el sentido de Fuerza Motriz, pero al igual que los satánicos ateos, todavía se adoran a sí mismos, debido a la creencia deísta de que Dios no desempeña ningún papel en las vidas mortales.
Cada «tipo» de satánico normalmente se referirá a sí mismo solo como «satánico» (salvo los seguidores del satanismo laveyano que se considerarán «satanistas»).

## Definición

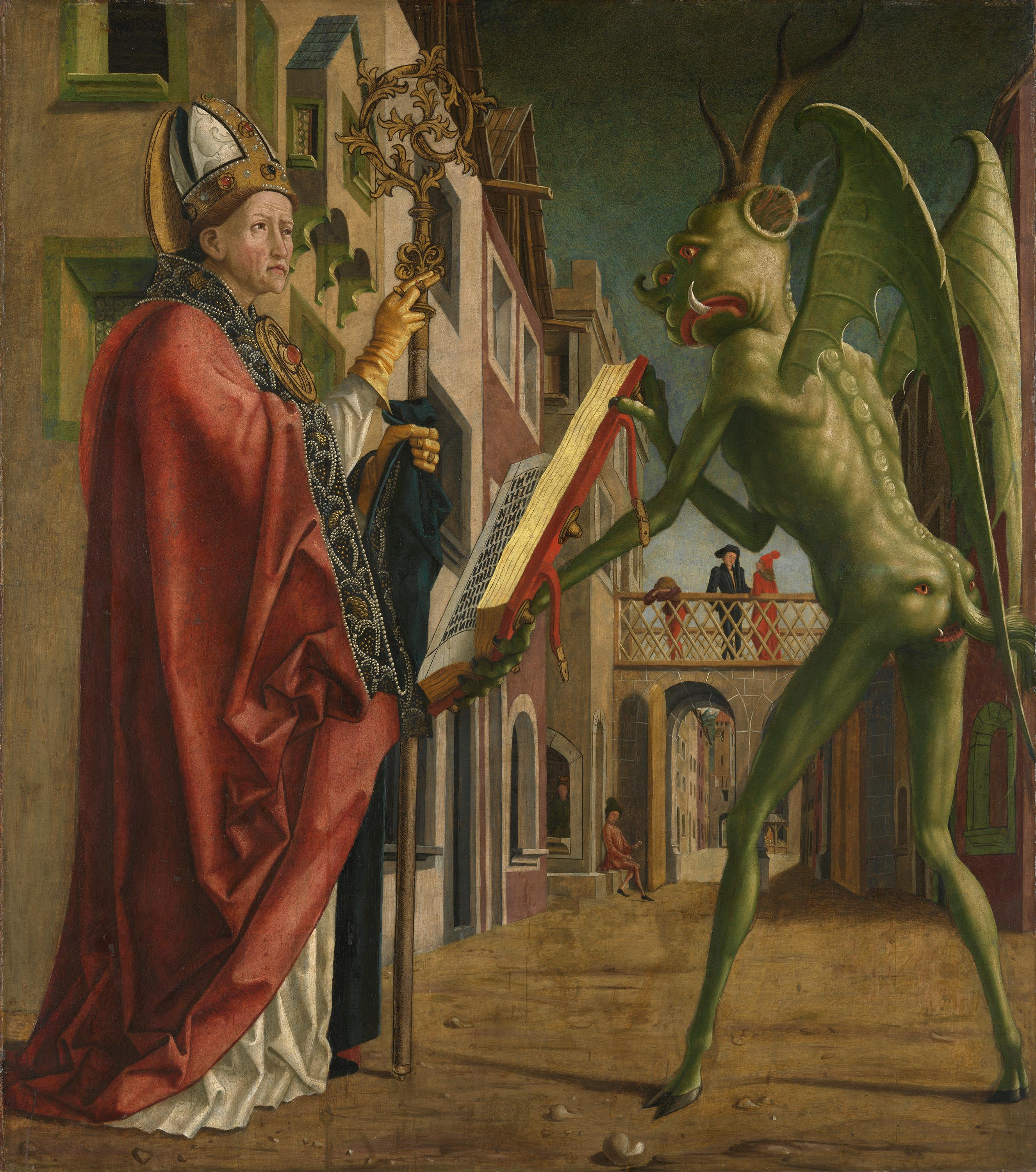
San Agustín obliga al diablo a participar en la liturgia cristiana.

En su estudio del satanismo, los estudiantes de Estudios religiosos Asbjørn Dyrendal, James R. Lewis y Jesper A. Petersen estipularon que el vocablo «satanismo» ''Tiene la historia de ser una designación hecha por gente para atacar a la gente que no le gustaba; es un término usado para el  'Otro (filosofía)'''. El concepto de Satanismo es una invención del Cristianismo, por ello se basa en la figura de Satán, un personaje que deriva de la mitología cristiana.
En otras partes, Petersen señaló que ''El satanismo como algo que otros hacen es muy diferente del satanismo como autodenominación''. Eugene Gallagher señaló que, como es usado comúnmente, el Satanismo fue normalmente ''un término Polémico, no un término descriptivo''.
En 1994, el sociólogo italiano Massimo Introvigne sugirió definir el satanismo con la presencia simultánea de ''1) la veneración de una entidad identificada con el nombre de Satán o Lucifer en la Biblia, 2) por grupos organizados con un mínimo de organización y jerarquía, 3) a través de prácticas rituales y/o litúrgicas [...] no importa cómo cada grupo satánico percibe a Satán, como personal o impersonal, real o simbólico'' 

## Antecedentes
Se cree que Satanás apareció por primera vez en la Biblia Hebrea, donde era un ángel que desafiaba la fe de los humanos y la religión. En el Libro de Job se le denominaba «el Satán» (que significa «el acusador» o "contra de, enemigo de") y actuaba como el delator en el tribunal de Dios. Un personaje denominado «Satán» fue descrito dentro de los muchos evangelios de los primeros cristianos como el enemigo cósmico y el tentador de Jesús. Se desarrolló mucho más en amplitud y poder que el portador de Armagedón y Apocalipsis según está caracterizado dentro del Libro de la Revelación. 
Las religiones inspiradas por estos textos (judíos, cristianos y musulmanes) consideran a Satán tradicionalmente como un adversario o un enemigo; viendo su presencia e influencia en cada aspecto del papel acusatorio remontándose a la Creación y a la Caída del Hombre.  La figura de Satán fue tratada de manera diversa, especialmente por los cristianos y musulmanes, como un competidor rebelde o celoso de los seres humanos, y caracterizado como un ángel caído o demonio dominando el infierno penitencial; Dios lo arrojó hacia la Tierra porque en el cielo estaba extraviando a los ángeles, los seres humanos, vagando por el planeta compitiendo por almas o proporcionando el ímpetu para todas las parodias mundanas.
El término «satanismo» deriva del francés satanisme.  En el siglo XVI fue común su uso entre grupos cristianos rivales para referirse unos a otros, por ejemplo lo usaron autores católicos en referencia a los protestantes y viceversa.  En este contexto se hablaba del uso de satanismos en sus doctrinas en forma similar a como se habla de herejías, es decir, no tanto como una adoración consciente al diablo sino como una doctrina equivocada. Hasta tiempos posteriores se empezó a utilizar para referirse formalmente a "adoradores del Diablo".
Históricamente y principalmente en la civilización cristiana europea a través de los siglos, pero también en los países musulmanes (por ejemplo, los yazidíes), algunas personas o algunos grupos han sido descritos específicamente como adoradores de Satán o del diablo, o como seguidores de su obra. La preponderancia ampliamente extendida de estos grupos en las culturas europeas está en parte relacionada con la importancia y el significado de Satán en la cristiandad. Al observar el desarrollo histórico del fenómeno del satanismo en la lista que se detalla más abajo, parece evidente que, mientras los ejemplos de los primeros cristianos podían reflejar los triunfos de la Iglesia Católica en la superación de paganos y herejes (o para deshacerse de los oponentes, como en el caso de Urbain Grandier), en los ejemplos más tardíos (al menos desde los tiempos del Marqués de Sade en adelante) expresa clara y abiertamente el odio, hasta el punto del sacrilegio y la blasfemia en algunos casos, hacia la cristiandad y hacia la Iglesia católica en particular.
Particularmente después de la Ilustración Europea, algunas obras, tales como El paraíso perdido, fueron tomadas por los románticos y descritas como la presentación del Satán Bíblico, una alegoría que representa la crisis de fe, el individualismo, el libre albedrío, la sabiduría y el progresismo.

## Tipos

### Satanismo teísta

Parte del sello de Lucifer procedente del Grimorium Verum, es utilizado como símbolo de Satán por algunos satánicos.

El satanismo teísta  (también conocido como «satanismo espiritual» o «satanismo tradicional») es la adoración o veneración a Satanás como a una deidad. Comprende varios puntos de vista y puede incluir una creencia en la magia que es manipulada a través de un ritual.
Suele ser el término con que se designa a aquellas formas de satanismo que tienen creencias sobrenaturales y realizan una adoración del diablo y de demonios de forma literal, entendiendo a estas entidades como seres y espíritus reales que existen objetivamente. El término generalmente se acuña para diferenciar a esta forma de satanismo del satanismo simbólico o convexo, principalmente representado por la Iglesia de Satán de Anton LaVey la cual asegura que su doctrina es atea, no cree en la existencia de ningún dios y ve a la imagen del Diablo como un símbolo de rebeldía, naturaleza humana y poder, pero no una entidad realmente existente.
Las prácticas religiosas y cultos al Diablo datan desde tiempos muy antiguos y se registran, por ejemplo, en el caso del aristócrata medieval Gilles de Rais. De difícil validación histórica, ya que en épocas oscurantistas cualquier práctica considerada herética o pagana era clasificada, equivocadamente, como satánica (el caso de la persecución de la Iglesia a los templarios), ciertamente hay registros de cultos satánicos a lo largo de la historia por parte de seguidores que creían en la existencia real de las entidades que invocaban, incluyendo al Diablo. Diferentes figuras históricas han sido asociadas con el satanismo, como Isabel Bathory, William Blake o Francis Dashwood y su Club del Fuego Infernal, su grado de involucración genuina con el culto al diablo es sujeto de debate, y en algunos casos se argumenta que realizaban ritos paganos, esotéricos o simbólicos.
Siendo Antón LaVey uno de los primeros (si no es primero) en, al menos públicamente, definir al satanismo como una religión simbólica donde no se rendía un culto real al Diablo como entidad existente, razón por la cual el uso de la diferenciación en la terminología responde principalmente a la necesidad de separar ambas formas de satanismo; la teísta tradicional de la simbólica moderna.

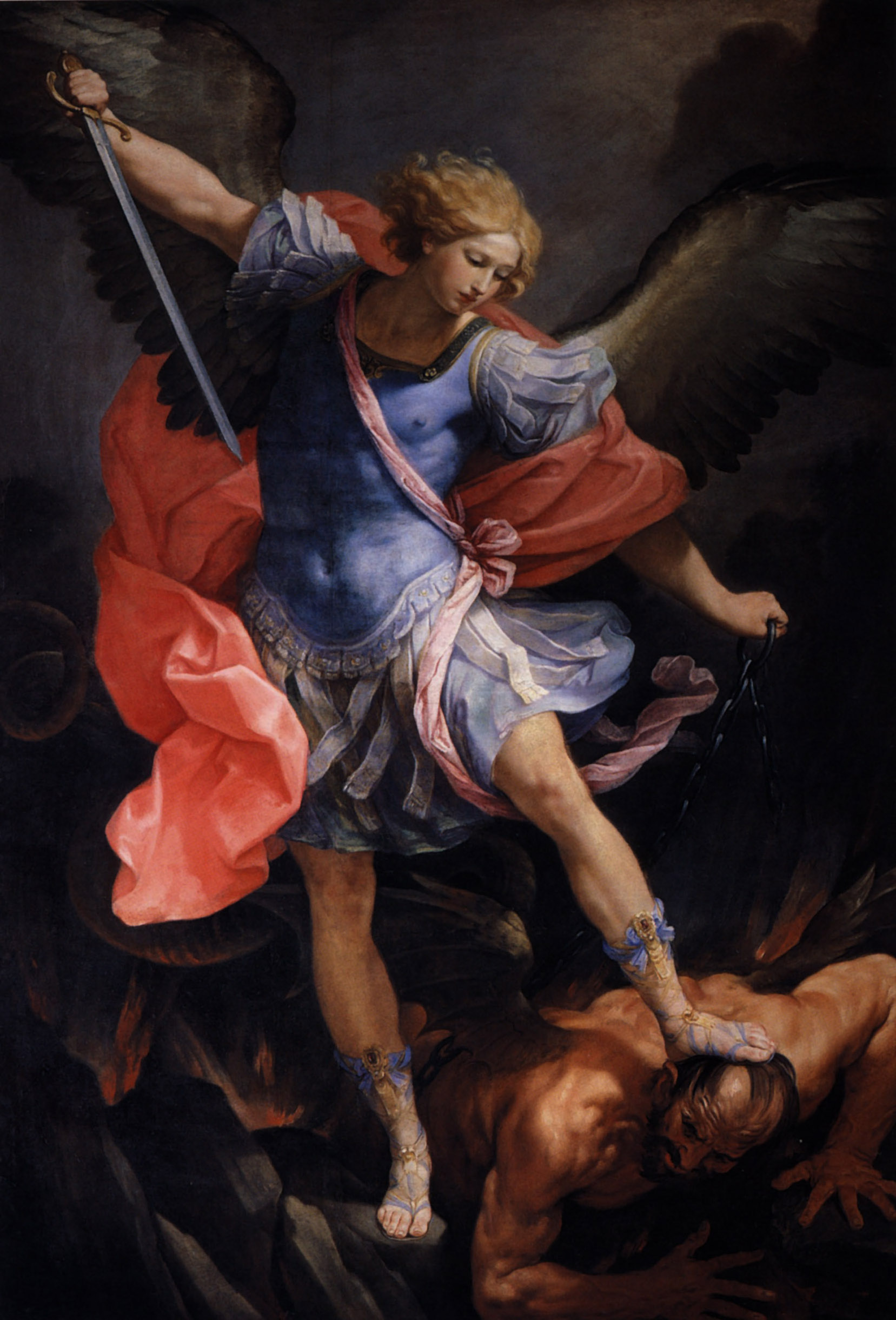
Pintura de Guido Reni.

#### Luciferismo
El vocablo «luciferismo» a menudo se utiliza en diversas tradiciones ocultistas y religiosas que analizan la figura de Lucifer como representación simbólica de la sabiduría y el conocimiento ocultos. Debido a la identificación popular entre Lucifer y Satanás es común que se les identifique como satanistas y algunos satanistas se consideren también luciferinos. No obstante, existen grupos que rechazan la identificación prefiriendo asociar a Lucifer con el dios romano precristiano del mismo nombre, el Prometeo griego y el Dios de Luz del gnosticismo, entre otros simbolismos y mitos característicos del ocultismo occidental.

#### Paladistas
A fines del siglo XIX, el escritor antimasónico Léo Taxil, quien había escrito numerosos libelos en los que acusaba a los masones de adorar a Satanás, manifestó que había conocido a una mujer recientemente convertida al cristianismo, llamada Diana Vaughan,  quien había escrito para él sus confesiones en las que se revelaba como ex sacerdotisa del culto satánico teísta llamado "paladismo". El nombre «paladista» que se aplicaba a sus supuestos miembros, procedería del término griego Palas y haría referencia a la sabiduría. El libro tuvo grandes ventas entre los católicos, aunque Diana Vaughan nunca apareció en público. Las dudas sobre la veracidad de Vaughan e incluso su existencia comenzaron a crecer, y finalmente, Taxil prometió presentarla en una conferencia que daría el 19 de abril de 1897. Para asombro de la audiencia (que incluía a varios sacerdotes), declaró que tanto sus revelaciones sobre los masones como su conversión al catolicismo eran engaños y que Diana Vaughan y el "paladismo" nunca habían existido.

### Satanismo simbólico
Contrariamente a la creencia popular, el satanismo laveyano no implica "culto al diablo" o adoración de los dioses. Es una filosofía atea que afirma el individuo como su propio "dios". Satanás (hebreo: שָּׂטָן satanás, que significa "adversario") es visto como un símbolo de desafío para el conservadurismo de las principales corrientes filosóficas y religiosas, sobre todo las religiones abrahámicas, que ven a este personaje como su antítesis.
El satanismo simbólico (también denominado «satanismo moderno») es la práctica de las creencias religiosas, la filosofía y las costumbres satánicas. En esta interpretación del satanismo, el satánico no rinde culto a un diablo en sentido teísta, sino que es contrario a todo credo espiritual, y defiende el hedonismo, el materialismo, el individualismo, la apoteosis, la filosofía crowleyana y el antiteísmo.

### Satanismo informal o adolescente
En este contexto, los adolescentes utilizan símbolos satánicos como el pentagrama invertido, objetos de la misa negra o la imaginería demoníaca para conseguir una imitación del satanismo. Esta es una experiencia liminal (perceptible por los sentidos), pensada para impactar a los individuos susceptibles y no implica un interés real por los ritos, el simbolismo y la filosofía de las diversas formas de prácticas religiosas satánicas citadas anteriormente. Arnold Markowitz insinúa que esos adolescentes están al borde de sufrir un trastorno límite de la personalidad o están relacionados con problemas de salud mental, dificultades por el abuso de sustancias, trastorno por déficit de atención con hiperactividad u otras dificultades del aprendizaje que pueden conducir a la autolesión.
El satanismo adolescente puede evolucionar dependiendo de cada individuo. Los jóvenes involucrados en este puede que hayan sido inculcados por medios de entretenimiento, pero luego interesados leyendo la Biblia negra o satánica de Anton Szandor LaVey. Sin embargo, no se conocen suficientes casos concretos en los que tal afición haya degenerado en formas agresivas del satanismo; de hecho, la sencillez (y complejidad potencial) de algunas tesis de la filosofía laveyana pueden servir como base para una conducta ética y de autocontrol.

## Organizaciones

### Iglesia de Satanás
La Iglesia de Satán es una organización que se dedica a la aceptación del yo, como se expone en la Biblia satánica, escrita en 1969 por Anton Szandor LaVey.

### Primera Iglesia Satánica
La primera Iglesia Satánica fue refundada el 31 de octubre de 1991 por Karla LaVey para continuar con el legado de su padre, Anton LaVey, autor de la Biblia Satánica. En la noche de Walpurgis (en alemán, Walpurgisnacht) del 30 de abril de 1966, día tradicional del Aquelarre, Anton LaVey fundó la «Iglesia Satánica», que más adelante pasaría a llamarse «Iglesia de Satán». Tras su muerte en 1997, una nueva administración asumió el control de la Iglesia de Satán y su sede se trasladó a Nueva York.
La hija de LaVey, la gran sacerdotisa Karla LaVey, sintió que no se hacía justicia al legado de su padre y decidió volver a fundar la Iglesia Satánica, que aún sigue funcionando en San Francisco, California, del mismo modo en que su padre la había dirigido cuando estaba vivo.

### Orden de los Nueve Ángulos
La Orden de los Nueve Ángulos (ONA) pretende ser una organización satánica secreta que se ha mencionado en libros que exponen en detalle el satanismo fascista. En un principio, se trataba de una organización de la Wicca. Se formó en el Reino Unido, junto a otros grupos asociados de los 60, y adquirió importancia durante las décadas de los ochenta y los noventa. Actualmente, se cree que la ONA «ha vuelto a ser una organización totalmente clandestina, al haber completado su misión de divulgar su obra».
Aparecen varias teorías sobre quién ha establecido la Orden. Según algunos ha sido fundada por una mujer en las Marcas de Gales.[cita requerida] Otras fuentes afirman que el fundador fue "Anton Long", de acuerdo con determinadas teorías se trata de un seudónimo de David Myatt. Este autor inglés, posteriormente, se dedicó a difundir la ideología mediante libros y artículos. Consiguió establecer contacto con diversas organizaciones neonazis mediante su diario, Fenrir (1988). El internet se ha convertido en una herramienta vital para la difusión de la Orden de los Nueve Ángulos.
La mayoría de los integrantes de la organización, en la era anterior al internet, han sido las mujeres. Se explica a través de las prácticas y el carácter de la Orden de los Nueve Ángulos: conocimiento y respeto por la naturaleza, compartir, empatía y la igualdad en una relación.
Para poder conseguir el estatus de Adepto, los iniciados tiene que desarrollar la facultad de empatía. El proceso de su obtención empieza con el rito de Adeptos Internos (el candidato deberá pasar una estación de alquimia - aproximadamente tres meses - solo en una zona silvestre) y termina con el  Camlad Rite of The Abyss, también conocido como The Rounwytha Way, (el participante pasa un mes lunar viviendo solo en una cueva natural o en una cámara subterránea).

### Templo de Set
El templo de Set es una sociedad de iniciación al ocultismo que pretende ser la organización religiosa que lidere el «Camino de la Mano Izquierda» (en inglés Left Hand Path, opuesto a Right Hand Path, «el camino de la mano derecha», este último entendido como «el buen camino»). Fue establecido en 1975 por Michael A. Aquino y varios miembros del clero de la Iglesia de Satán, que la abandonaron por diversas discrepancias administrativas y filosóficas. La filosofía del templo de Set podría resumirse en «individualismo ilustrado», mejora de uno mismo a través de la educación personal, el experimento y la iniciación. Este proceso es diferente y característico dependiendo de cada individuo. Algunas personas que no son miembros del templo de Set encuentran la inspiración espiritual en el dios egipcio Set (o Seth) y comparten algunas creencias con la organización. En general, el sistema de creencia hace referencia al Setianismo.
El setianismo, en teoría, es similar al satanismo teísta. La principal deidad a la que se adora es el antiguo dios egipcio Set, dios de la adversidad. Se supone que Set es el Señor de las Tinieblas detrás de la entidad hebrea, Satán. Los seguidores de Set le rinden culto a través del ritual de la Llama Negra.

### El Templo Satánico
El Templo Satánico es una organización estadounidense que se caracteriza por su activismo político a favor de la secularización y los derechos humanos. Similar a la Iglesia de Satán de LaVey considera a Satán un simple símbolo y no da crédito a elementos sobrenaturales prefiriendo a un acercamiento científico y racionalista, pero se diferencia del laveyanismo en sus posiciones políticas más a la izquierda.

### Alegría de Satán
Alegría de Satán, también conocido como Alegría de Enki o Joy of Satan (JoS) es una organización oculta esotérica occidental fundada en 2002 por Maxine Dietrich (Andrea Maxine-Dietrich). Joy of Satan aboga por el "satanismo espiritual", una ideología que representa una síntesis única del satanismo teísta, el nazismo, el paganismo gnóstico, el esoterismo occidental, las teorías de la conspiración ovni y las creencias extraterrestres similares a las popularizadas por Zecharia Sitchin y David Icke.
Los miembros creen que Satanás es el "verdadero Dios padre y creador de la humanidad", cuyo deseo era que sus creaciones y la humanidad se elevaran a través del conocimiento y la comprensión. Creen que el dios judeocristiano, y también el islámico, es en realidad un malvado enemigo de la humanidad que trabaja con los judíos. La Alegría de Satanás afirma que los Demonios son en realidad los antiguos dioses paganos que junto con Satanás estaban trabajando en nuestra creación.

### Templo de la Luz Negra
El Templo de la Luz Negra (TBL) fue una organización neognóstica sueca fundada en 1995 como Orden Luciferina Misántropa (MLO), nombre inicial por el cual es más reconocida. Originalmente tenía tres miembros: Vlad Nemesis Khoshnood, Jon Nödtveidt y otro miembro que abandonó el grupo antes de tiempo. Johan Norman se unió a la orden al mismo tiempo que Jon, pero dejó el grupo cuando Vlad y Jon comenzaron a hablar sobre cometer actos violentos. La novia de Vlad más tarde se convirtió en un miembro de apoyo. El grupo nunca volvió a crecer más allá de este tamaño después de que dos amigos anteriores se retiraran. Como señal de membresía, los tres tenían un símbolo tatuado en los brazos, de un llamado "pentagrama de vampiro" que Vlad había diseñado. 
La TBL disponía de su propio grimorio, el Liber Azerate, escrito por el fundador Vlad Nemesis Khoshnood, cuyo título era Magister Templi y apodado Frater Nemidial,  en 2002Fue lanzado en Internet en sueco y noruego. Azerate es el nombre oculto de los "once dioses anticósmicos" descritos en el libro. Un trabajo musical relacionado es el álbum de 2006 de Dissection Reinkaos, cuya letra fue coescrita por Vlad, y que Jon Nödtveidt explicó que estaba "basada en el libro Liber Azerate y las enseñanzas de la TBL". La TBL propagaba lo que ellos mismos llamaban "satanismo gnóstico del caos" o "Corriente 218". 
En 2010, se publicó un segundo libro llamado Liber Falxifer. También es un grimorio con hechizos y comentarios sobre los cultos a la muerte en Latinoamérica. Fue publicado por Ixaxaar Publications, en ediciones limitadas.

## Demografía
Una encuesta en la Enciclopedia del Satanismo encontró que la gente que se involucra con el satanismo en una gran diversidad de maneras, se encuentran en muchos países. La encuesta también encontró que un mayor número de satanistas fueron criados como cristianos protestantes que como católicos.
Dyrendal, Lewis y Petersen observaron, a partir de diversas encuestas realizadas, que las diversas organizaciones satanistas estaban dominadas por hombres jóvenes. Al estar formado mayoritariamente por hombres, el satanismo difiere con otras comunidades religiosas, incluidas otras nuevas religiones. La mayoría de los satanistas son introducidos a la religión mediante la lectura, tanto en línea como libros físicos, en vez de ser introducidos a ella por contactos personales dentro de la religión. Muchos de los practicantes no afirman que se hayan convertido al satanismo, sino que nacieron de esta manera, y que fue más tarde en su vida cuando confirmaron que el satanismo servía como una etiqueta apropiada para su visión del mundo. Otros, en cambio, afirman que tuvieron experiencias con lo sobrenatural que los llevaron al satanismo. Un número de Satanistas afirman tener ira hacia los cristianos practicantes y afirman que el dios monoteísta del cristianismo y otras religiones son poco éticas, apuntando a problemas como «el problema del mal». Para algunos practicantes el satanismo les da un sentimiento de esperanza, incluso a aquellos que han sido abusados tanto física como sexualmente.
Las encuestas revelaron que los satanistas ateístas forman la mayoría de la comunidad, pero se ha observado un aumento de los satanistas teístas a lo largo del tiempo. Creencias en la vida después de la muerte varían, aunque la más común es la de la reencarnación y la idea de la supervivencia de la conciencia después de la muerte del cuerpo. Las encuestas también mostraron que la mayoría de los satanistas que contestaron practicaban algún tipo de magia, aunque hay diferentes opiniones sobre si los actos mágicos operan bajo unas leyes etéricas o si su efecto es meramente psicológico. La mayoría de practicantes afirman haber utilizado maldiciones, en la mayoría de los casos, como una forma de justicia. La mayoría de practicantes realizan sus rituales religiosos de manera solitaria, raramente realizando rituales junto a otros satanistas. A partir de sus encuestas Dyrendal, Lewis y Petersen señalaron que el tiempo medio que los satanistas están involucrados con la religión ronda los siete años. La involucración de las personas con la religión tiene su auge cuando está entre los veinte y los treinta, después de este periodo la mayoría de satanistas abandonan la religión. En términos políticos, la mayoría de satanistas se identifican como apolíticos, aunque hay un pequeño grupo que se identifican como conservadores. Una pequeña minoría de satanistas expresaron su apoyo al nacional-socialismo, también hay que añadir que dos tercios de los entrevistados indicaron una fuerte oposición a la ideología.

## En la música
El género musical llamado black metal, ha estado con frecuencia conectado con el satanismo, debido en parte al contenido de las letras de diversas bandas y al uso frecuente de imágenes ligadas a las creencias del Left Hand Path (mencionado anteriormente como el «camino de la mano izquierda») como el pentagrama invertido. La mayor parte de las veces estos músicos afirman que no creen la ideología satánica legítima, y a menudo se confiesan ateos o, en algunos casos, seguidores de religiones del right-hand path (mencionado anteriormente como «el camino de la mano derecha»), y argumentan que usan aquello que aparentemente es satánico con fines de entretenimiento y provocación, como por ejemplo Tom Araya, del grupo de Thrash Metal, Slayer, quien se considera un católico practicante. O la banda británica de metal extremo Cradle of Filth que si bien usan el satanismo en sus letras, el mismo vocalista de la banda, Dani Filth, ha declarado que es solo una puesta en escena, ya que se declara abiertamente ateo. 
Glen Benton, vocalista y bajista de la banda Deicide, se proclamó una vez abiertamente practicante del satanismo tradicional o teísta, y en numerosas ocasiones ha hablado en público para profesar un acérrimo sentimiento anticristiano. Artistas del black metal noruego como Euronymous, de Mayhem, o Infernus, de Gorgoroth, o los suecos de Marduk, también se han identificado como satánicos y han promocionado activamente sus creencias. Numerosos incendios de iglesias en algunas zonas de Noruega a principios de los noventa también se atribuyeron a jóvenes relacionados con el movimiento del black metal, que incluía a gente que afirmaba creer en el satanismo teísta o tenía una fuerte actitud «antilaveyana».
La banda sueca Ghost es una de ellas. Su propio líder, llamado Papa Emeritus, se autoproclama portavoz de Satanás, donde sus canciones más evidentes al satanismo son "Con Clavi Con Dio", "Year Zero", "Satan Prayer", etc.

## En la literatura
Desde finales del siglo XVII hasta el siglo XIX, el carácter de Satanás se volvió cada vez más sin importancia en la filosofía occidental, e ignorado en la teología cristiana, mientras que en el folclore llegó a ser visto como una figura tonta en lugar de amenazante. El desarrollo de nuevos valores en la Era de la Ilustración (en particular, los de la razón y el individualismo) contribuyó a un cambio en el concepto de Satanás de muchos europeos. En este contexto, varios individuos sacaron a Satanás de la narrativa cristiana tradicional y lo releí y reinterpretaron a la luz de su propio tiempo y sus propios intereses, a su vez generando retratos nuevos y diferentes de Satanás.
El cambiante concepto de Satanás debe muchos de sus orígenes al poema épico de John Milton Paradise Lost (1667), en el que Satanás aparece como protagonista. Milton era puritano y nunca había tenido la intención de que su representación de Satanás fuera comprensiva. Sin embargo, al retratar a Satanás como una víctima de su propio orgullo que se rebeló contra el dios judeocristiano, Milton lo humanizó y también le permitió ser interpretado como un rebelde contra la tiranía. Así fue como el Satanás de Milton fue entendido por John Dryden y lectores posteriores como el editor Joseph Johnson, y el filósofo anarquista William Godwin, quien lo reflejó en su libro de 1793 Justicia política. Paradise Lost ganó un amplio número de lectores en el siglo XVIII, tanto en Gran Bretaña como en Europa continental, donde había sido traducido al francés por Voltaire. Milton se convirtió así en "un personaje central en la reescritura del satanismo" y sería visto por muchos satanistas religiosos posteriores como un "satanista de facto".
El siglo XIX vio el surgimiento de lo que se ha denominado "satanismo literario" o "satanismo romántico".Según Ruben van Luijk, esto no puede verse como un "movimiento coherente con una sola voz, sino más bien como un grupo identificado por el post factum de autores a veces ampliamente divergentes entre los que se encuentra un tema similar". Para los satanistas literarios, Satanás fue descrito como una figura benévola y a veces heroica, con estas representaciones más comprensivas proliferando en el arte y la poesía de muchas figuras románticas y decadentes. Para estos individuos, el satanismo no era una creencia religiosa o una actividad ritual, sino más bien un "uso estratégico de un símbolo y un personaje como parte de la expresión artística y política".
Entre los poetas románticos que adoptaron este concepto de Satanás estaba el poeta inglés Percy Bysshe Shelley, que había sido influenciado por Milton. En su poema Laon y Cythna, Shelley elogió el "serpiente", una referencia a Satanás, como una fuerza para el bien en el universo. Otro fue el compañero poeta británico de Shelley, Lord Byron, quien incluyó temas satánicos en su obra de 1821 Caín, que fue una dramatización de la historia bíblica de Caín y Abel. Estas representaciones más positivas también se desarrollaron en Francia; un ejemplo fue la obra de 1823 Eloa de Alfred de Vigny. Satanás también fue adoptado por el poeta francés Víctor Hugo, quien hizo de la caída del cielo del personaje un aspecto central de su La Fin de Satanás, en el que describió su propia cosmogonía. Aunque personas como Shelley y Byron promovieron una imagen positiva de Satanás en su trabajo, no hay evidencia de que ninguno de ellos realizara ritos religiosos para venerarlo, y por lo tanto no pueden ser considerados satanistas religiosos.
Las ideas políticas radicales de izquierda se habían difundido por la Revolución Americana de 1775-83 y la Revolución Francesa de 1789-99. La figura de Satanás, que se veía como una rebelión contra la tiranía impuesta por Jehová, era atractiva para muchos de los izquierdistas radicales de la época.Para ellos, Satanás era "un símbolo de la lucha contra la tiranía, la injusticia y la opresión... una figura mítica de rebelión por una era de revoluciones, un individuo más grande que la vida para una era de individualismo, un libre pensador en una época que lucha por el libre pensamiento". El anarquista francés Pierre-Joseph Proudhon, que era un firme crítico del cristianismo, abrazó a Satanás como símbolo de libertad en varios de sus escritos. Otro prominente anarquista del siglo XIX, el ruso Mikhail Bakunin, describió de manera similar la figura de Satanás como "el rebelde eterno, el primer librepensador y el emancipador de los mundos" en su libro Dios y el Estado.  Estas ideas probablemente inspiraron al activista feminista estadounidense Moses Harman a nombrar a su periódico anarquista Lucifer el Portador de la Luz. La idea de este "Satán de izquierda" declinó durante el siglo XX,aunque fue utilizada en ocasiones por las autoridades de la Unión Soviética, que retrataban a Satanás como un símbolo de libertad e igualdad.

## Denuncias
Roger Morneau denunció y compartió en sus libros su experiencia en el satanismo elitista durante su juventud en Montreal, hasta 1946 cuando se convirtió al cristianismo en la Iglesia Adventista del Séptimo Día.
El esoterista Franz Bardon en su novela esotérica denuncia a algunas logias masónicas por su práctica del asesinato ritual y del satanismo.

## Supuestos satanistas históricos
A lo largo de la historia, distintos grupos o individuos han sido acusados de ser satanistas o se han proclamado a sí mismos como tales. La seriedad de esto debe ser tomado con cautela pues, tanto era común que la acusación se hiciera a la ligera ante cualquier movimiento considerado herético o heterodoxo, como algunas figuras se autodesignaban como tales como una forma de rebeldía contracultural. Los ejemplos actuales no incluyen a los movimientos o líderes modernos.
- Los paganos que veneran a Pan, Atenea, Odín, Perkunas y otras deidades paganas; como se sabe, algunos cultos no-cristianos tienden a ser considerados satanistas por el cristianismo, como pasa, en efecto, con los anteriores dioses, demonizados por la tradición (por ejemplo, la Kali india tiende a ser juzgada etnocéntricamente como una diosa espantosa y lúgubre; el ya mencionado Pan, hombre-cabra de Grecia, es de hecho una viva imagen acogida por el cristianismo para personificar al diablo).
- Los Yazidíes, una religión minoritaria de Oriente Medio que adora el Melek Taus, son a menudo mencionados como adoradores de Satán por algunos sectores de la religión musulmana dominante.[77]
- Las brujas (a quienes la Iglesia Católica considera siervas del diablo), a las que se juzgaba en los tribunales de brujería (la caza de brujas) de la Edad Moderna en Europa.[cita requerida]
- Gilles de Rais (Francia, 1400).[cita requerida]
- Vlad Draculea Vlad Ţepeş "el Empalador", descendiente de cruzados de la Orden del Dragón (dracul = dragón/demonio)
- Johann Georg Faust (Alemania, 1500).[cita requerida] Se le atribuye un gran número de instrucciones, en alemán y en latín, para hacer un pacto con el diablo, las cuales fueron recopiladas y publicadas en Alemania en unos cuantos volúmenes de Das Kloster (1845-1849).[cita requerida]
- Las personas involucradas en el Poison affair, como Catherine Deshayes y Etienne Guibourg (Francia, 1600). La documentación sobre su juicio es la principal fuente medieval de información acerca de la misa negra.[78][79]
- El Marqués de Sade (Francia, 1700), es descrito por algunos autores como devoto del satanismo.[80] Su obra describe gráficamente la blasfemia contra la Iglesia Católica por medio de una orgía (en su novela Juliette).
- En 1865 el poeta italiano contrario a la Santa Sede Giosuè Carducci publicó un poema exaltando a Satán como el dios de la razón, y expresando su odio hacia la cristiandad llamado Inno a Satana (Himno a Satán). (El poema de Carducci contiene ambas declinaciones italianas para Satán: Satana y Satani).
- Muchos adheridos al Decadentismo, como el autor polaco Stanisław Przybyszewski, el artista belga Félicien Rops, y el poeta francés Charles Baudelaire (que publicó su poema, Les Litanies de Satan, Las letanías de Satán en 1857) también se llamaban a sí mismos satánicos y crearon obras satánicas en arte y literatura.[81]
- Algunos movimientos franceses han sido ampliamente descritos como satánicos por escritores franceses del momento (finales del siglo XIX a principios del XX). La descripción más conocida disponible en inglés es la novela Lá-Bas, de 1891, obra de Joris-Karl Huysmans. Sin embargo, había otras muchas personalidades conocidas en Francia que estaban relacionadas con los círculos que Huysmans describía, como Joseph-Antoine Boullan, Stanislas de Guaita, Henri Antoine Jules-Bois, y Joséphin Péladan, que también escribieron sobre el satanismo en Francia o fueron acusados de satánicos ellos mismos.[82][83]
- También en esa época en Francia, la francmasonería fue descrita como satánica por la elaborada y completamente desacreditada «broma de Taxil».[84] Sin embargo, es cierto que algunas personalidades asociadas popularmente con el satanismo durante esa época (como Félicien Rops), también eran francmasones.
- Al menos dos sectas satánicas (o «luciferinas») existieron en Francia en la década de 1930. Una de ellas fue liderada por Maria de Naglowska, y llevaba a cabo rituales dedicados a Satán y a Lucifer.[85] La otra, liderada por un antiguo sacerdote católico, celebraba una inversión de la misa latina (una «misa luciferina»), que incluía la frase «In nomine Domini Dei nostri Satanae Luciferi Excelsi», la cual reaparecería treinta años más tarde en la Biblia Satánica de Anton LaVey.[86]
- El Ophite Cultus Satanas («culto ofita a Satán»), grupo fundado en Ohio en 1948, afirmaba adorar a la serpiente ofita, a la que llamaban Satanás.